# Ctenosciara destita
Ctenosciara destita är en tvåvingeart som först beskrevs av Franz Lengersdorf 1944.  Ctenosciara destita ingår i släktet Ctenosciara och familjen sorgmyggor. Inga underarter finns listade i Catalogue of Life.